# Ján Vasiľko
Ján Vasiľko (* 6. dubna 1954) je bývalý slovenský fotbalista, záložník.

## Fotbalová kariéra
V československé lize hrál za Spartak Trnava. Nastoupil v 5 ligových utkáních. V Poháru mistrů evropských zemí nastoupil ve 2 utkáních. Ve druhé lize hrál za Zemplín Vihorlat Michalovce.

## Ligová bilance
| Ročník                                     | Zápasy | Góly | Minuty | Klub           |
| ------------------------------------------ | ------ | ---- | ------ | -------------- |
| 1. československá fotbalová liga 1973/1974 | 5      | 0    | 348    | Spartak Trnava |
| CELKEM                                     | 5      | 0    | 348    |                |